# Textos cautivos
Textos cautivos es una antología de los escritos críticos —ensayos, biografías, reseñas y notas varias—  de Jorge Luis Borges publicados entre 1935 y 1958 en la revista argentina El Hogar.

## Colaboración
Borges colaboró con El Hogar entre 1935 y 1958, entre 1936 y 1939 estuvo a cargo de la sección Libros y autores extranjeros de la revista. La voz crítica de Borges vio la luz por vez primera en esta revista el 16 de octubre de 1936, fecha en que se hizo cargo de la reciente sección titulada "Guía de lecturas. Libros y autores extranjeros", y cuyo nombre se invirtió a partir del siguiente número. Durante tres años (68 números), semana a semana, Borges escribió en esta página acerca de sus gustos, manías, emociones y opiniones sobre las obras y escritores de la época. Inicialmente, la sección consistía en presentar una reseña principal, varias reseñas secundarias, fragmentos sobre la vida literaria y una biografía sintética.
En la introducción de Textos cautivos, se advierte y divide en cuatro etapas las colaboraciones de Borges en El Hogar. La primera, en la que el escritor se va adaptando al formato de la plana, se redujo gradualmente el número de reseñas secundarias y aumentó el espacio dedicado a "la vida literaria". La segunda etapa representa "un periodo de plenitud en que Borges ya ha recompuesto y equilibrado la página a su manera". La sección queda dividida en cuatro partes: la reseña principal, las reseñas secundarias, la biografía sintética y los comentarios o notas breves de "la vida literaria". En la tercera etapa es notorio un cambio en el esquema de la plana. Durante cuatro meses se interrumpe la publicación de biografías sintéticas y se comienzan a publicar dos reseñas principales. Es entonces cuando la sección es desplazada hacia las páginas finales de la revista. En el último periodo la sección aparece bajo el nuevo título "Libros extranjeros" y el espacio ha sido reducido a sólo media plana. Es obvia la falta de las biografías sintéticas, aunque en algunos números sí aparecen los comentarios de "la vida literaria.

León Bouché, un periodista muy conocido, amigo de Ulyses Petit de Murat y de Mastronardi, fue quien me dio trabajo en El Hogar. Bouché era el director, y era un a persona muy cordial, un caballero. Me pagaban creo que treinta pesos por colaboración, y yo debía entregar dos veces por mes un par de páginas. La revista era un semanario social muy difundido y de bastante frivolidad; lo publicaba la editorial Haynes, que era muy importante en aquella época. Recuerdo que yo llevaba personalmente las colaboraciones hasta la calle Río de Janeiro, y allí me encontraba con un grupo de amigos que trabajan en esa empresa y luego solía acompañarlos a cenar y caminar por Buenos Aires. Jorge Luis Borges, 1985.

El conjunto de las publicaciones en El Hogar es un buen muestrario de las curiosidades y estrategias de lectura de Borges: su atracción por formas literarias marginales como el relato fantástico y el policial; una mirada atenta sobre los contemporáneos, que lo lleva a descreer de supuestas nuevas generaciones y a recordar a poetas como Enrique Banchs, ignorado y apartado de toda escena; un severo juicio crítico, no exento de caprichos, que se propone guiar al lector, brindarle información y criterios de valor. En las biografías sintéticas se aprecian originales procedimientos de narrador, mientras que las reseñas ofrecen un riquísimo conjunto de ideas y ocurrencias, que introducen inesperadas y fulgurantes reflexiones literarias.